# Thành tích các giải châu Âu của Manchester United F.C.
Câu lạc bộ bóng đá Manchester United là một câu lạc bộ bóng đá Anh có trụ sở tại Old Trafford, Đại Manchester. Manchester United là câu lạc bộ Anh đầu tiên thi đấu ở đấu trường châu Âu, tham gia thi đấu Cúp C1 châu Âu vào năm 1956. Kể từ đó, câu lạc bộ đã thi đấu trong tất cả các giải đấu do UEFA tổ chức ngoại trừ Cúp Intertoto, giải đấu đã không còn tồn tại.
Manchester United là một trong những câu lạc bộ ở Anh thành công với Cúp C1 châu Âu (nay là UEFA Champions League), họ đã giành được 3 Cúp châu Âu, với chiếc cúp châu Âu đầu tiên giành được trong năm 1968, trở thành câu lạc bộ Anh dành cúp C1 châu Âu đầu tiên. Hai chức vô địch khác là vào các năm 1999 và 2008. Họ cũng giành được Cúp C2 châu Âu vào năm 1991 và Siêu cúp châu Âu vào năm 1991, dành luôn Cúp Liên lục địa vào năm 1999.
Sau khi giành được chức vô địch Champions League vào năm 1999 và năm 2008, Manchester United là đại diện của UEFA tại Giải vô địch bóng đá thế giới các câu lạc bộ 2000 và Giải vô địch bóng đá thế giới các câu lạc bộ 2008. Họ bị loại khỏi giải đấu năm 2000 tại vòng bảng, nhưng giành chức vô địch trong giải đấu năm 2008, trở thành đội bóng Anh đầu tiên dành chức vô địch giải FIFA Club World Cup.

## Lịch sử

### Những năm đầu
Sau chức vô địch quốc gia mùa giải trước đó, Manchester United lần đầu tiên thi đấu tại Cúp C1 châu Âu trong mùa giải 1956-57. Mùa giải 1954-1955, Chelsea F.C. đoạt chức vô địch tại giải Football League đã bị cấm tham gia vào lễ khai mạc Cup châu Âu của Chủ tịch của Alan Hardaker, vì sợ rằng bóng đá châu Âu sẽ làm hỏng tính toàn vẹn của các trận đấu ở giải hạng nhất Anh. Tuy nhiên, Huấn luyện viên Matt Busby của Manchester United là một người đàn ông luôn có hoài bão lớn, suy nghĩ chính chắn và ông vẫn quyết tâm xây dựng đội ngũ của mình nhằm cạnh tranh trên đấu trường châu Âu. Với sự ủng hộ của chủ tịch Liên đoàn bóng đá Anh ông Stanley Rous (người sau này sẽ trở thành chủ tịch của FIFA), Manchester United được phép tham dự Cup châu Âu 1956-1957.
Trận đấu đầu tiên của câu lạc bộ ở đấu trường châu Âu là thi đấu vòng sơ khảo chống lại Anderlecht tại sân Parc Astrid ở Bruxelles; Manchester United thắng trận 2-0 trước 35.000 khán giả. Trận lượt về được chơi tại sân Maine Road, sân nhà đối thủ địa phương của Manchester United là Manchester City, do sân vận động của United là Old Trafford chưa được trang bị đèn chiếu sáng cần thiết cho các trận đấu vào buổi tối. Trận đấu kết thúc với chiến thắng 10-0 cho Manchester United, một kết quả mà câu lạc bộ đạt kỷ lục về tỷ số ở mọi giải đấu. Một thời gian dài trong các trận Cup châu Âu tiếp theo, bao gồm cả các chiến thắng trước Borussia Dortmund và Athletic Bilbao và lọt vào trận bán kết gặp Real Madrid. Các cầu thủ United đầu tiên đặt chân đến sân vận động Santiago Bernabéu, nơi họ bị đánh bại 3-1 trước một kỷ lục rất đông khán giả lên đến 135.000 người. Tuy nhiên, họ chỉ có thể cầm hòa 2-2 trong trận lượt về tại Old Trafford, và Cúp châu Âu mùa đầu tiên của câu lạc bộ đã kết thúc. Real Madrid đã đoạt cúp thứ hai trong năm danh hiệu vô địch châu Âu liên tiếp của họ.

### München
United giành chức vô địch một lần nữa trong mùa giải đó, và do đó đủ điều kiện để tham dự Cup châu Âu năm thứ hai liên tiếp. Sau khi vượt qua Shamrock Rovers với tỷ số 9-2 tổng hai trận của vòng sơ khảo, United gặp Dukla Praha cho vòng đầu tiên. Sau khi tham dự trận thứ hai gặp Dukla Praha, kế hoạch của đội bóng là bay trở lại Manchester vào ngày hôm sau, nhưng sương mù ngăn chặn điều này và họ đã buộc phải sắp xếp chuyến đi vội vàng qua phà từ Hook của Hà Lan đến Harwich và sau đó đi bằng tàu hỏa lên đến Manchester. Cuộc hành trình dài này đã ảnh hưởng đến sức khỏe các cầu thủ, United chỉ cầm hòa 1-1 với Birmingham City hai ngày sau đó.
Không muốn tránh một kịch bản tương tự như vậy một lần nữa, Huấn luyện viên của câu lạc bộ thuê một máy bay cho lượt về tứ kết đi đến Sao Đỏ Beograd. Sau chiến thắng 2-1 trong trận lượt đi tại Old Trafford, một trận hòa 3-3 tại Beograd là đủ để bảo đảm United vào vòng bán kết. Trên chuyến bay trở về Manchester, Chiếc máy bay của hãng European Airways Flight 609 dừng lại tại München phủ đầy tuyết để tiếp nhiên liệu. Sau khi tiếp nhiên liệu đã được hoàn tất, phi công đã cho máy bay cánh cánh 2 lần nhưng đều không thành công. Khi máy bay đạt 117 hải lý - tốc độ mà nó đã không còn an toàn để hủy bỏ cất cánh - phi công dự kiến sẽ có vận tốc của máy bay tiếp tục tăng; Tuy nhiên, đã có sự sụt giảm đột ngột trong vận tốc và máy bay đã không thể cất cánh trước khi kết thúc của đường băng. Nó trượt khỏi cuối đường băng, va vào một hàng rào dây và đâm vào một ngôi nhà.
Tác động của vụ tai nạn khiến chiếc Máy bay bị nổ giết chết 21 trong số 44 người trên máy bay ngay lập tức, và hai người khác chết trong bệnh viện vài ngày sau đó. Tám trong số những người chết là cầu thủ Manchester United, trong đó có Duncan Edwards, Roger Byrne và Tommy Taylor, trong khi thư ký câu lạc bộ Walter Crickmer, huấn luyện viên Tom Curry và Bert Whalley cũng đã bị mất. Matt Busby cũng đã bị thương nặng, nhưng ông đã hồi phục hoàn toàn sau hai tháng trong bệnh viện. Với tám cầu thủ của đội bóng đã bị giết chết trong vụ tai nạn, và một số khác vẫn còn đang hồi phục, một bên buộc phải ra sân cho trận bán kết với Milan. Một chiến thắng 2-1 tại Old Trafford trong trận lượt đi đầu tiên đưa đội hy vọng có 1 suất trong trận chung kết, nhưng một thất bại 4-0 tại San Siro kết thúc giấc mơ. Trong danh dự của những người đã chết, UEFA cung cấp United một suất trong giải Cup châu Âu 1958-1959, gặp BSC Young Boys ở vòng sơ bộ, nhưng Liên đoàn bóng đá từ chối tham gia và United không giành được Football League mùa giải trước sau khi chiến dịch giải đấu của họ sụp đổ do hậu quả của thảm họa.

### Quay trở lại giải châu Âu
Dành chức vô địch FA Cup mùa giải 1962-63 có nghĩa là United quay trở lại đấu trường châu Âu sau năm năm vắng mặt, lần này là mùa giải Cup Winners 1963-64. Sau khi loại bỏ Willem II của Hà Lan và đương kim vô địch Anh là Tottenham Hotspur, United gặp Sporting CP trong vòng tứ kết. Một kết quả trên sân nhà với chiến thắng 4-1 trong trận lượt đi có nghĩa là United cần tránh thất bại hơn ba bàn thắng tại Estádio José Alvalade để tiến tới vòng bán kết; Tuy nhiên, Đội bóng chịu thất bại nặng nề nhất của họ ở đấu trường châu Âu cho đến nay với tỷ số 5-0 và thua 6-4 chung cuộc.
Một kết thúc vị trí thứ hai trong giải đấu của mùa giải 1963-1964 có nghĩa là United đủ điều kiện cho Cúp Hội chợ liên thành phố trong mùa giải 1964-65. Họ vào đến vòng bán kết, khi lần lượt vượt qua Djurgården, Borussia Dortmund, Everton và Strasbourg trước khi thua 2-1 bởi Ferencvaros trong một trận play-off sau hai lượt trận với tổng tỷ số 3-3.

### Trở lại ở Cúp C1
Mùa giải tiếp theo, United trở lại với Cúp C1 lần đầu tiên kể từ thảm họa München sau khi họ đã đánh bại Leeds United để dành vị trí hàng đầu trong giải bóng đá Anh. Sau khi vượt qua đội bóng Phần Lan là HJK Helsinki và Vorwärts Berlin của Đông Đức trong hai vòng đầu tiên, Manchester United gặp Benfica ở tứ kết. Cầu thủ nổi tiếng nhất của Benfica là cầu thủ quốc tế người Bồ Đào Nha Eusébio, vừa mới đoạt quả bóng vàng châu Âu của năm và đội bóng của ông được đánh giá cao hơn rất nhiều so với Manchester United. Mặc dù vậy, United chạy đà thuận lợi bằng chiến thắng 3-2 trong trận lượt đi tại Old Trafford, trước khi đánh bại đội bóng thành phố Lisbon với tỷ số 5-1 tại sân Estádio da Luz, đây là một trong những trận đấu được xem là lớn nhất trong sự nghiệp của George Best. United gặp Partizan ở vòng bán kết, Best là cầu thủ chơi tốt nhất đã bị chấn thương đầu gối trong một trận đấu FA Cup gặp Preston North End một vài tuần trước, và mặc dù Best đã chơi trong trận lượt đi với Partizan, ông thể hiện không tốt khiến United thua 2-0 tại Sân JNA. Một bàn thắng của Nobby Stiles bảo đảm một chiến thắng 1-0 trong trận lượt về tại Old Trafford, nhưng kết quả không đủ để đội bóng đi tiếp. Matt Busby coi như giấc mơ chiến thắng cúp châu Âu đã qua, ông có ý định nghỉ hưu; Tuy nhiên, ông quyết tâm để giành chiến thắng một danh hiệu vô địch và có một danh hiệu cuối cùng tại giải thưởng lớn nhất của châu Âu.

### Danh hiệu châu Âu đầu tiên
Manchester United giành chức vô địch Football League mùa giải 1966-67 bằng khoảng cách bốn điểm so với Nottingham Forest; chiến tích này bảo đảm lần thứ hai xuất hiện Cup châu Âu của họ trong ba mùa cho 1967-1968. Sau khi vượt qua nhà vô địch Maltese, là Hibernians, ở vòng đầu tiên, United có thêm một chuyến đi đến Nam Tư, lần này gặp đội bóng FK Sarajevo. The Red Devils phải đối mặt với một cuộc hành trình dài đến Sarajevo cho trận lượt đi, và họ đã cầm hòa 0-0 trong một trận đấu rất đặc biệt. Trận lượt về là trận đấu căng thẳng, United nắm quyền kiểm soát bóng với hai bàn thắng của John Aston và George Best. Sarajevo chỉ có thể ghi một bàn danh dự và United đã vượt qua họ để vào tứ kết. United rút thăm gặp đội bóng Ba Lan là Górnik Zabrze. United thắng trận lượt đi tại Old Trafford 2-0; một bàn thắng của Stefan Florenski đưa United vươn lên với tỷ số 1-0 sau một giờ, và Brian Kidd nhân đôi bàn thắng ở phút cuối cùng. Đội bóng Ba Lan kỳ vọng ở trận lượt về và họ đã chiến thắng 1-0 trong trận lượt về, nhưng nó không đủ để ngăn chặn đà tiến tới trận bán kết với Real Madrid của United. Đội bóng đụng độ với SL Benfica trong trận chung kết tại Wembley. United đã đánh bại nhà vô địch Bồ Đào Nha 4-1 ở thời gian hiệp phụ để khẳng định danh hiệu châu Âu đầu tiên của họ.
Năm 1968, tại giải đấu cúp Cúp Liên lục địa, United đã đến trận chung kết nhưng đã để thua sau hai lượt trận căng thẳng với tỷ số chung cuộc 2-1 bởi đội bóng Estudiantes của Argentina. United đã lọt vào bán kết của cúp châu Âu trong mùa 1968-1969 sau khi lần lượt đánh bại Waterford, Anderlecht và Rapid Wien; nhưng đã để thua AC Milan ở bán kết. Đội bóng sẽ không tham dự ở giải châu Âu khoảng bảy năm.

### Sự trở lại châu Âu
Cuối mùa giải 1968-1969, Sir Matt Busby chính thức giải nghệ, United bước vào thời kỳ khô cằn mà lên đến đỉnh điểm với việc phải xuống hạng hai trong năm 1974. Hy vọng những nỗ lực đầu tiên dưới sự chỉ đạo của Tommy Docherty, người đã huấn luyện đội bóng trong tháng 12 năm 1972, và trong mùa giải đầu tiên trở lại trong chuyến bay đầu, United đứng thứ ba trong giải đấu hạng nhất Anh để đủ điều kiện cho Cup UEFA.
Mặc dù United đã hội đủ điều kiện cho Cup Winners Cup châu Âu với tư cách người chiến thắng FA Cup vào năm 1977 và cho Cúp UEFA vào năm 1980 và năm 1982, họ đã không tạo tầm ảnh hưởng tại đấu trường châu Âu cho đến khi mùa giải 1983-84, khi họ đủ điều kiện thi đấu ở Cup Winners Cup châu Âu khi dành FA Cup dưới bàn tay huấn luyện viên Ron Atkinson. Đội hình United trong thời đại này được cho là tốt nhất của thời kỳ hậu Busby, có các cầu thủ ngôi sao bao gồm Ray Wilkins, Bryan Robson, Frank Stapleton và Norman Whiteside. United đã đạt được một chiến thắng nổi tiếng khi đánh bại FC Barcelona trong trận tứ kết Cup UEFA Winners Cup mùa giải 1983-84, chiến thắng trận lượt về 3-0 tại Old Trafford sau khi bị đánh bại 2-0 ở Tây Ban Nha trong trận lượt đi, thực sự chiến thắng này rất ấn tượng bởi thực tế là đội bóng của Barcelona có Diego Maradona, ông là cầu thủ bóng đá tốt nhất trên thế giới vào thời điểm đó.
United vào vòng tứ kết Cúp UEFA trong mùa giải 1984-85, nhưng sẽ là đóng góp cuối cùng của họ với bóng đá châu Âu trong nửa thập kỷ; các năm tiếp theo chịu ảnh hưởng bởi Thảm họa Heysel tại Cup châu Âu, trong đó người hâm mộ Liverpool nổi loạn dẫn đến cái chết của 39 khán giả và một lệnh cấm tất cả các câu lạc bộ bóng đá Anh thi đấu tại đấu trường châu Âu, lệnh cấm được gỡ bỏ năm 1990. Điều này dẫn đến United bỏ lỡ thi đấu cho UEFA Winners Cup vào năm 1985, và Cúp UEFA vào năm 1986 và năm 1988. Trong thời gian bị cấm thi đấu tại giải châu Âu, Đội bóng thay thế Ron Atkinson bởi Alex Ferguson, là người huấn luyện đội bóng hơn một phần tư thế kỷ sau đó.

### Kể từ năm 1990
Khi lệnh cấm các câu lạc bộ bóng đá Anh tại đấu trường châu Âu đã được dỡ bỏ trong mùa giải 1990-1991, United là đại diện của nước Anh tại UEFA Winners Cup, là đội chiến thắng FA Cup.
Đội bóng đánh dấu sự trở lại trên đấu trường châu Âu bằng chức vô địch UEFA Winners Cup vào năm 1991, với chiến thắng 2-1 trước FC Barcelona, trong đó Mark Hughes ghi hai bàn. Trong năm 1991, tranh siêu cúp châu Âu (Siêu cúp) với đội bóng Nam Tư là Sao Đỏ Beograd và United đánh bại họ 1-0 trên sân Old Trafford. Sự tham gia của đội bóng về các danh hiệu trong mùa giải 1991-1992 là ngắn ngủi, United bị bại dưới tay Atlético Madrid ở vòng thứ hai, và United bị loại ở vòng đầu tiên Cúp UEFA mùa giải 1992-93. Chức vô địch quốc gia đầy vinh quang vào năm 1993 đánh dấu sự trở lại của United tại cúp châu Âu (hiện nay là UEFA Champions League) lần đầu tiên trong 25 năm; mặc dù thành công trong nước tuyệt vời ở giai đoạn này nhưng United không tạo được nhiều ảnh hưởng trong các giải châu Âu, cho đến mùa giải 1996-97, United lọt vào bán kết của Champions League và bị đánh bại bởi Borussia Dortmund.
Manchester United cuối cùng cũng giành được danh hiệu Champions League vào năm 1999, với hai bàn thắng nghẹt thở vào thời gian hơn hai phút bù giờ trong chiến thắng 2-1 trước Bayern München tại Barcelona và kết thúc chờ đợi 31 năm cho một chiếc cúp vô địch châu Âu lần thứ hai. Cũng trong năm 1999, United để thua Lazio trong trận chung kết siêu cúp châu Âu Siêu cúp với tỷ số 1-0 và đoạt cúp Cúp Liên lục địa khi thắng lợi với tỷ số tương tự với đội bóng Brazil là Palmeiras. Trong mùa giải 2003-04, United bị đánh bại bởi FC Porto ở vòng 16 Champions League.
Sau các chiến dịch ngắn ngủi ở Champions League, United đã ảnh hưởng đến sự cạnh tranh trong mùa giải 2006-07. Sau khi bị đánh bại 2-1 ở Ý bởi AS Roma trong trận lượt đi tứ kết, United đã chiến thắng 7-1 trong trận lượt về để tới vòng bán kết lần đầu tiên trong năm năm. Họ đã dẫn trước 3-2 trước AC Milan trong trận lượt đi, chỉ để hy vọng có sự góp mặt tất cả các đại diện nước Anh trong trận chung kết với Liverpool nhưng đã nhận một thất bại 3-0 trận lượt về. Một năm sau, United đã giành chiếc cúp vô địch lần thứ ba, đánh bại đội bóng quê hương là Chelsea trên chấm phạt đền ở Moskva sau khi hòa 1-1. Trận chung kết UEFA này là trận đấu đầu tiên có sự góp mặt của hai đội bóng Anh trong trận chung kết Cúp châu Âu.
United đã đến hai trận chung kết Cup châu Âu kể từ chiến thắng năm 2008, nhưng đã để thua FC Barcelona cả hai lần; đầu tiên trong trận chung kết năm 2009 tại Rome, và sau đó trong năm 2011 cuối cùng tại mới sân vận động Wembley ở London.
Vào ngày 25 tháng 5 năm 2017,Manchester United đánh bại Ajax Amsterdam 2-0 trong trận chung kết UEFA Europa League 2016-2017 tại sân vận động Friends Arena nhờ các pha lập công của Paul Pogba và Henrikh Mkhitaryan để có lần đầu vô địch giải đấu này.Vơí chức vô địch UEFA Europa League 2016-2017,Manchester United đã trở thành đội bóng thứ 5 ở châu Âu sau Bayern Munich,Chelsea,Juventus,Ajax Amsterdam giành đủ bộ 3 cúp châu Âu (C1,C2,C3).

### Danh sách những trận đấu tại đấu trường châu Âu
Cập nhật tới ngày 26 tháng 5 năm 2021
| Mùa giải  | Sự cạnh tranh              | Vòng                     | Đối thủ               | Kết quả                   |
| --------- | -------------------------- | ------------------------ | --------------------- | ------------------------- |
| 1956–57   | Cúp C1                     | Vòng sơ loại             | Anderlecht            | 2–0 (A), 10–0 (H)         |
| 1956–57   | Cúp C1                     | Vòng một                 | Borussia Dortmund     | 3–2 (H), 0–0 (A)          |
| 1956–57   | Cúp C1                     | Tứ kết                   | Athletic Bilbao       | 3–5 (A), 3–0 (H)          |
| 1956–57   | Cúp C1                     | Bán kết                  | Real Madrid           | 1–3 (A), 2–2 (H)          |
| 1957–58   | Cúp C1                     | Vòng sơ loại             | Shamrock Rovers       | 6–0 (A), 3–2 (H)          |
| 1957–58   | Cúp C1                     | Vòng một                 | Dukla Praha           | 3–0 (H), 0–1 (A)          |
| 1957–58   | Cúp C1                     | Tứ kết                   | Sao Đỏ Beograd        | 2–1 (H), 3–3 (A)          |
| 1957–58   | Cúp C1                     | Bán kết                  | Milan                 | 2–1 (H), 0–4 (A)          |
| 1958–59   | Cúp C1                     | Vòng sơ loại             | Young Boys            | Bỏ cuộc                   |
| 1963–64   | Cúp C2                     | Vòng sơ loại             | Willem II             | 1–1 (A), 6–0 (H)          |
| 1963–64   | Cúp C2                     | Vòng một                 | Tottenham Hotspur     | 0–2 (A), 4–1 (H)          |
| 1963–64   | Cúp C2                     | Tứ kết                   | Sporting CP           | 4–1 (H), 0–5 (A)          |
| 1964–65   | Cúp Hội chợ liên thành phố | Vòng một                 | Djurgården            | 1–1 (A), 6–0 (H)          |
| 1964–65   | Cúp Hội chợ liên thành phố | Vòng hai                 | Borussia Dortmund     | 6–1 (A), 4–0 (H)          |
| 1964–65   | Cúp Hội chợ liên thành phố | Vòng ba                  | Everton               | 1–1 (A), 6–0 (H)          |
| 1964–65   | Cúp Hội chợ liên thành phố | Tứ kết                   | Strasbourg            | 5–0 (A), 0–0 (H)          |
| 1964–65   | Cúp Hội chợ liên thành phố | Bán kết                  | Ferencváros           | 3–2 (H), 0–1 (A), 1–2 (A) |
| 1965–66   | Cúp C1                     | Vòng sơ loại             | HJK Helsinki          | 3–2 (A), 6–0 (H)          |
| 1965–66   | Cúp C1                     | Vòng một                 | Vorwärts Berlin       | 2–0 (A), 3–1 (H)          |
| 1965–66   | Cúp C1                     | Tứ kết                   | Benfica               | 3–2 (H), 5–1 (A)          |
| 1965–66   | Cúp C1                     | Bán kết                  | Partizan Beograd      | 0–2 (A), 1–0 (H)          |
| 1967–68   | Cúp C1                     | Vòng một                 | Hibernians            | 4–0 (H), 0–0 (A)          |
| 1967–68   | Cúp C1                     | Vòng hai                 | FK Sarajevo           | 0–0 (A), 2–1 (H)          |
| 1967–68   | Cúp C1                     | Tứ kết                   | Górnik Zabrze         | 2–0 (H), 0–1 (A)          |
| 1967–68   | Cúp C1                     | Bán kết                  | Real Madrid           | 1–0 (H), 3–3 (A)          |
| 1967–68   | Cúp C1                     | Chung kết                | Benfica               | 4–1 (N)                   |
| 1968      | Cúp Liên lục địa           | Chung kết                | Estudiantes           | 0–1 (A), 1–1 (H)          |
| 1968–69   | Cúp C1                     | Vòng một                 | Waterford             | 3–1 (A), 7–1 (H)          |
| 1968–69   | Cúp C1                     | Vòng hai                 | Anderlecht            | 3–0 (H), 1–3 (A)          |
| 1968–69   | Cúp C1                     | Tứ kết                   | Rapid Wien            | 3–0 (H), 0–0 (A)          |
| 1968–69   | Cúp C1                     | Bán kết                  | Milan                 | 0–2 (A), 1–0 (H)          |
| 1976–77   | Cúp UEFA                   | Vòng một                 | Ajax                  | 0–1 (A), 2–0 (H)          |
| 1976–77   | Cúp UEFA                   | Vòng hai                 | Juventus              | 1–0 (H), 0–3 (A)          |
| 1977–78   | Cúp C2                     | Vòng một                 | Saint-Étienne         | 1–1 (A), 2–0 (H)          |
| 1977–78   | Cúp C2                     | Vòng hai                 | Porto                 | 0–4 (A), 5–2 (H)          |
| 1980–81   | Cúp UEFA                   | Vòng một                 | Widzew Łódź           | 1–1 (H), 0–0 (A)          |
| 1982–83   | Cúp UEFA                   | Vòng một                 | Valencia              | 0–0 (H), 1–2 (A)          |
| 1983–84   | Cúp C2                     | Vòng một                 | Dukla Praha           | 1–1 (H), 2–2 (A)          |
| 1983–84   | Cúp C2                     | Vòng hai                 | Spartak Varna         | 2–1 (A), 2–0 (H)          |
| 1983–84   | Cúp C2                     | Tứ kết                   | Barcelona             | 0–2 (A), 3–0 (H)          |
| 1983–84   | Cúp C2                     | Bán kết                  | Juventus              | 1–1 (H), 1–2 (A)          |
| 1984–85   | Cúp UEFA                   | Vòng một                 | Rába ETO Győr         | 3–0 (H), 2–2 (A)          |
| 1984–85   | Cúp UEFA                   | Vòng hai                 | PSV Eindhoven         | 0–0 (H), 1–0 (A)          |
| 1984–85   | Cúp UEFA                   | Vòng ba                  | Dundee United         | 2–2 (H), 3–2 (A)          |
| 1984–85   | Cúp UEFA                   | Tứ kết                   | Videoton              | 1–0 (H), 0–1 (A)          |
| 1985–86   | Cúp C2                     | Bị cấm                   | Bị cấm                | Bị cấm                    |
| 1986–87   | Cúp UEFA                   | Bị cấm                   | Bị cấm                | Bị cấm                    |
| 1988–89   | Cúp UEFA                   | Bị cấm                   | Bị cấm                | Bị cấm                    |
| 1990–91   | Cúp C2                     | Vòng một                 | Pécsi Munkás          | 2–0 (H), 1–0 (A)          |
| 1990–91   | Cúp C2                     | Vòng hai                 | Wrexham               | 3–0 (H), 2–0 (A)          |
| 1990–91   | Cúp C2                     | Tứ kết                   | Montpellier           | 1–1 (H), 2–0 (A)          |
| 1990–91   | Cúp C2                     | Bán kết                  | Legia Warszawa        | 3–1 (A), 1–1 (H)          |
| 1990–91   | Cúp C2                     | Chung kết                | Barcelona             | 2–1 (N)                   |
| 1991      | Siêu cúp                   | Chung kết                | Sao Đỏ Beograd        | 1–0 (H)                   |
| 1991–92   | Cúp C2                     | Vòng một                 | Athinaikos            | 0–0 (A), 2–0 (H)          |
| 1991–92   | Cúp C2                     | Vòng hai                 | Atlético Madrid       | 0–3 (A), 1–1 (H)          |
| 1992–93   | Cúp UEFA                   | Vòng một                 | Torpedo Moskva        | 0–0 (H), 0–0 (A)          |
| 1993–94   | Champions League           | Vòng một                 | Kispest Honvéd        | 3–2 (A), 2–1 (H)          |
| 1993–94   | Champions League           | Vòng hai                 | Galatasaray           | 3–3 (H), 0–0 (A)          |
| 1994–95   | Champions League           | Bảng A                   | IFK Göteborg          | 4–2 (H), 1–3 (A)          |
| 1994–95   | Champions League           | Bảng A                   | Galatasaray           | 0–0 (A), 4–0 (H)          |
| 1994–95   | Champions League           | Bảng A                   | Barcelona             | 2–2 (H), 0–4 (A)          |
| 1995–96   | Cúp UEFA                   | Vòng một                 | Rotor Volgograd       | 0–0 (A), 2–2 (H)          |
| 1996–97   | Champions League           | Bảng C                   | Juventus              | 0–1 (A), 0–1 (H)          |
| 1996–97   | Champions League           | Bảng C                   | Rapid Wien            | 2–0 (H), 2–0 (A)          |
| 1996–97   | Champions League           | Bảng C                   | Fenerbahçe            | 2–0 (A), 0–1 (H)          |
| 1996–97   | Champions League           | Tứ kết                   | Porto                 | 4–0 (H), 0–0 (A)          |
| 1996–97   | Champions League           | Bán kết                  | Borussia Dortmund     | 0–1 (A), 0–1 (H)          |
| 1997–98   | Champions League           | Bảng B                   | Košice                | 3–0 (A), 3–0 (H)          |
| 1997–98   | Champions League           | Bảng B                   | Juventus              | 3–2 (H), 0–1 (A)          |
| 1997–98   | Champions League           | Bảng B                   | Feyenoord             | 2–1 (H), 3–1 (A)          |
| 1997–98   | Champions League           | Tứ kết                   | AS Monaco             | 0–0 (A), 1–1 (H)          |
| 1998–99   | Champions League           | Vòng loại thứ hai        | ŁKS Łódź              | 2–0 (H), 0–0 (A)          |
| 1998–99   | Champions League           | Bảng D                   | Barcelona             | 3–3 (H), 3–3 (A)          |
| 1998–99   | Champions League           | Bảng D                   | Bayern München        | 2–2 (A), 1–1 (H)          |
| 1998–99   | Champions League           | Bảng D                   | Brøndby               | 6–2 (A), 5–0 (H)          |
| 1998–99   | Champions League           | Tứ kết                   | Internazionale        | 2–0 (H), 1–1 (A)          |
| 1998–99   | Champions League           | Bán kết                  | Juventus              | 1–1 (H), 3–2 (A)          |
| 1998–99   | Champions League           | Chung kết                | Bayern München        | 2–1 (N)                   |
| 1999      | Siêu cúp                   | Chung kết                | Lazio                 | 0–1 (N)                   |
| 1999      | Cúp Liên lục địa           | Chung kết                | Palmeiras             | 1–0 (N)                   |
| 2000      | Club World Championship    | Bảng B                   | Necaxa                | 1–1 (N)                   |
| 2000      | Club World Championship    | Bảng B                   | Vasco da Gama         | 1–3 (N)                   |
| 2000      | Club World Championship    | Bảng B                   | South Melbourne       | 2–0 (N)                   |
| 1999–2000 | Champions League           | First group round Bảng D | Croatia Zagreb        | 0–0 (H), 2–1 (A)          |
| 1999–2000 | Champions League           | First group round Bảng D | Sturm Graz            | 3–0 (A), 2–1 (H)          |
| 1999–2000 | Champions League           | First group round Bảng D | Marseille             | 2–1 (H), 0–1 (A)          |
| 1999–2000 | Champions League           | Vòng bảng thứ hai Bảng B | Fiorentina            | 0–2 (A), 3–1 (H)          |
| 1999–2000 | Champions League           | Vòng bảng thứ hai Bảng B | Valencia              | 3–0 (H), 0–0 (A)          |
| 1999–2000 | Champions League           | Vòng bảng thứ hai Bảng B | Bordeaux              | 2–0 (H), 1–0 (A)          |
| 1999–2000 | Champions League           | Tứ kết                   | Real Madrid           | 0–0 (A), 2–3 (H)          |
| 2000–01   | Champions League           | First group round Bảng G | Anderlecht            | 5–1 (H), 1–2 (A)          |
| 2000–01   | Champions League           | First group round Bảng G | Dinamo Kiev           | 0–0 (A), 1–0 (H)          |
| 2000–01   | Champions League           | First group round Bảng G | PSV Eindhoven         | 1–3 (A), 3–1 (H)          |
| 2000–01   | Champions League           | Vòng bảng thứ hai Bảng A | Panathinaikos         | 3–1 (H), 1–1 (A)          |
| 2000–01   | Champions League           | Vòng bảng thứ hai Bảng A | Sturm Graz            | 2–0 (A), 3–0 (H)          |
| 2000–01   | Champions League           | Vòng bảng thứ hai Bảng A | Valencia              | 0–0 (A), 1–1 (H)          |
| 2000–01   | Champions League           | Tứ kết                   | Bayern München        | 0–1 (H), 1–2 (A)          |
| 2001–02   | Champions League           | First group round Bảng G | Lille                 | 1–0 (H), 1–1 (A)          |
| 2001–02   | Champions League           | First group round Bảng G | Deportivo             | 1–2 (A), 2–3 (H)          |
| 2001–02   | Champions League           | First group round Bảng G | Olympiakos            | 2–0 (A), 3–0 (H)          |
| 2001–02   | Champions League           | Vòng bảng thứ hai Bảng A | Bayern München        | 1–1 (A), 0–0 (H)          |
| 2001–02   | Champions League           | Vòng bảng thứ hai Bảng A | Boavista              | 3–0 (H), 3–0 (A)          |
| 2001–02   | Champions League           | Vòng bảng thứ hai Bảng A | Nantes                | 1–1 (A), 5–1 (H)          |
| 2001–02   | Champions League           | Tứ kết                   | Deportivo             | 2–0 (A), 3–2 (H)          |
| 2001–02   | Champions League           | Bán kết                  | Bayer Leverkusen      | 2–2 (H), 1–1 (A)          |
| 2002–03   | Champions League           | Vòng loại thứ ba         | Zalaegerszeg          | 0–1 (A), 5–0 (H)          |
| 2002–03   | Champions League           | First group round Bảng F | Maccabi Haifa         | 5–2 (H), 0–3 (A)          |
| 2002–03   | Champions League           | First group round Bảng F | Bayer Leverkusen      | 2–1 (A), 2–0 (H)          |
| 2002–03   | Champions League           | First group round Bảng F | Olympiakos            | 4–0 (H), 3–2 (A)          |
| 2002–03   | Champions League           | Vòng bảng thứ hai Bảng D | Basel                 | 3–1 (A), 1–1 (H)          |
| 2002–03   | Champions League           | Vòng bảng thứ hai Bảng D | Deportivo             | 2–0 (H), 0–2 (A)          |
| 2002–03   | Champions League           | Vòng bảng thứ hai Bảng D | Juventus              | 2–1 (H), 3–0 (A)          |
| 2002–03   | Champions League           | Tứ kết                   | Real Madrid           | 1–3 (A), 4–3 (H)          |
| 2003–04   | Champions League           | Bảng E                   | Panathinaikos         | 5–0 (H), 1–0 (A)          |
| 2003–04   | Champions League           | Bảng E                   | Stuttgart             | 1–2 (A), 2–0 (H)          |
| 2003–04   | Champions League           | Bảng E                   | Rangers               | 1–0 (A), 3–0 (H)          |
| 2003–04   | Champions League           | Vòng knockout thứ nhất   | Porto                 | 1–2 (A), 1–1 (H)          |
| 2004–05   | Champions League           | Vòng loại thứ ba         | Dinamo București      | 2–1 (A), 3–0 (H)          |
| 2004–05   | Champions League           | Bảng D                   | Lyon                  | 2–2 (A), 2–1 (H)          |
| 2004–05   | Champions League           | Bảng D                   | Fenerbahçe            | 6–2 (H), 0–3 (A)          |
| 2004–05   | Champions League           | Bảng D                   | Sparta Praha          | 0–0 (H), 4–1 (A)          |
| 2004–05   | Champions League           | Vòng knockout thứ nhất   | Milan                 | 0–1 (H), 0–1 (A)          |
| 2005–06   | Champions League           | Vòng loại thứ ba         | Debrecen              | 3–0 (H), 3–0 (A)          |
| 2005–06   | Champions League           | Bảng D                   | Villarreal            | 0–0 (A), 0–0 (H)          |
| 2005–06   | Champions League           | Bảng D                   | Benfica               | 2–1 (H), 1–2 (A)          |
| 2005–06   | Champions League           | Bảng D                   | Lille                 | 0–0 (H), 0–1 (A)          |
| 2006–07   | Champions League           | Bảng F                   | Celtic                | 3–2 (H), 0–1 (A)          |
| 2006–07   | Champions League           | Bảng F                   | Benfica               | 1–0 (A), 3–1 (H)          |
| 2006–07   | Champions League           | Bảng F                   | Copenhagen            | 3–0 (H), 0–1 (A)          |
| 2006–07   | Champions League           | Vòng knockout thứ nhất   | Lille                 | 1–0 (A), 1–0 (H)          |
| 2006–07   | Champions League           | Tứ kết                   | Roma                  | 1–2 (A), 7–1 (H)          |
| 2006–07   | Champions League           | Bán kết                  | Milan                 | 3–2 (H), 0–3 (A)          |
| 2007–08   | Champions League           | Bảng F                   | Sporting CP           | 1–0 (A), 2–1 (H)          |
| 2007–08   | Champions League           | Bảng F                   | Roma                  | 1–0 (H), 1–1 (A)          |
| 2007–08   | Champions League           | Bảng F                   | Dinamo Kiev           | 4–2 (A), 4–0 (H)          |
| 2007–08   | Champions League           | Vòng knockout thứ nhất   | Lyon                  | 1–1 (A), 1–0 (H)          |
| 2007–08   | Champions League           | Tứ kết                   | Roma                  | 2–0 (A), 1–0 (H)          |
| 2007–08   | Champions League           | Bán kết                  | Barcelona             | 0–0 (A), 1–0 (H)          |
| 2007–08   | Champions League           | Chung kết                | Chelsea               | 1–1 (N)                   |
| 2008      | Siêu cúp                   | Chung kết                | Zenit Saint Peterburg | 1–2 (N)                   |
| 2008      | Club World Cup             | Bán kết                  | Gamba Osaka           | 5–3 (N)                   |
| 2008      | Club World Cup             | Chung kết                | LDU Quito             | 1–0 (N)                   |
| 2008–09   | Champions League           | Bảng E                   | Villarreal            | 0–0 (H), 0–0 (A)          |
| 2008–09   | Champions League           | Bảng E                   | Aalborg               | 3–0 (A), 2–2 (H)          |
| 2008–09   | Champions League           | Bảng E                   | Celtic                | 3–0 (H), 1–1 (A)          |
| 2008–09   | Champions League           | Vòng knockout thứ nhất   | Internazionale        | 0–0 (A), 2–0 (H)          |
| 2008–09   | Champions League           | Tứ kết                   | Porto                 | 2–2 (H), 1–0 (A)          |
| 2008–09   | Champions League           | Bán kết                  | Arsenal               | 1–0 (H), 3–1 (A)          |
| 2008–09   | Champions League           | Chung kết                | Barcelona             | 0–2 (N)                   |
| 2009–10   | Champions League           | Bảng B                   | Beşiktaş              | 1–0 (A), 0–1 (H)          |
| 2009–10   | Champions League           | Bảng B                   | Wolfsburg             | 2–1 (H), 3–1 (A)          |
| 2009–10   | Champions League           | Bảng B                   | CSKA Moskva           | 1–0 (A), 3–3 (H)          |
| 2009–10   | Champions League           | Vòng 16 đội              | Milan                 | 3–2 (A), 4–0 (H)          |
| 2009–10   | Champions League           | Tứ kết                   | Bayern München        | 1–2 (A), 3–2 (H)          |
| 2010–11   | Champions League           | Bảng C                   | Rangers               | 0–0 (H), 1–0 (A)          |
| 2010–11   | Champions League           | Bảng C                   | Valencia              | 1–0 (A), 1–1 (H)          |
| 2010–11   | Champions League           | Bảng C                   | Bursaspor             | 1–0 (H), 3–0 (A)          |
| 2010–11   | Champions League           | Vòng 16 đội              | Marseille             | 0–0 (A), 2–1 (H)          |
| 2010–11   | Champions League           | Tứ kết                   | Chelsea               | 1–0 (A), 2–1 (H)          |
| 2010–11   | Champions League           | Bán kết                  | Schalke 04            | 2–0 (A), 4–1 (H)          |
| 2010–11   | Champions League           | Chung kết                | Barcelona             | 1–3 (N)                   |
| 2011–12   | Champions League           | Bảng C                   | Benfica               | 1–1 (A), 2–2 (H)          |
| 2011–12   | Champions League           | Bảng C                   | Basel                 | 3–3 (H), 1–2 (A)          |
| 2011–12   | Champions League           | Bảng C                   | Oțelul Galați         | 2–0 (A), 2–0 (H)          |
| 2011–12   | Europa League              | Vòng 32 đội              | Ajax                  | 2–0 (A), 1–2 (H)          |
| 2011–12   | Europa League              | Vòng 16 đội              | Athletic Bilbao       | 2–3 (H), 1–2 (A)          |
| 2012–13   | Champions League           | Bảng H                   | Galatasaray           | 1–0 (H), 0–1 (A)          |
| 2012–13   | Champions League           | Bảng H                   | CFR Cluj              | 2–1 (A), 0–1 (H)          |
| 2012–13   | Champions League           | Bảng H                   | Braga                 | 3–2 (H), 3–1 (A)          |
| 2012–13   | Champions League           | Vòng 16 đội              | Real Madrid           | 1–1 (A), 1–2 (H)          |
| 2013–14   | Champions League           | Bảng A                   | Bayer Leverkusen      | 4–2 (H), 5–0 (A)          |
| 2013–14   | Champions League           | Bảng A                   | Shakhtar Donetsk      | 1–1 (A), 1–0 (H)          |
| 2013–14   | Champions League           | Bảng A                   | Real Sociedad         | 1–0 (H), 0–0 (A)          |
| 2013–14   | Champions League           | Vòng 16 đội              | Olympiakos            | 0–2 (A), 3–0 (H)          |
| 2013–14   | Champions League           | Tứ kết                   | Bayern München        | 1–1 (H), 1–3 (A)          |
| 2015–16   | Champions League           | Play-off round           | Club Brugge           | 3–1 (H), 4–0 (A)          |
| 2015–16   | Champions League           | Bảng B                   | PSV Eindhoven         | 1–2 (A), 0–0 (H)          |
| 2015–16   | Champions League           | Bảng B                   | Wolfsburg             | 2–1 (H), 2–3 (A)          |
| 2015–16   | Champions League           | Bảng B                   | CSKA Moskva           | 1–1 (A), 1–0 (H)          |
| 2015–16   | Europa League              | Vòng 32 đội              | Midtjylland           | 1–2 (A), 5–1 (H)          |
| 2015–16   | Europa League              | Vòng 16 đội              | Liverpool             | 0–2 (A), 1–1 (H)          |
| 2016–17   | Europa League              | Bảng A                   | Fenerbahçe            | 4–1 (H), 1–2 (A)          |
| 2016–17   | Europa League              | Bảng A                   | Feyenoord             | 0–1 (A), 4–0 (H)          |
| 2016–17   | Europa League              | Bảng A                   | Zorya Luhansk         | 1–0 (H), 2–0 (A)          |
| 2016–17   | Europa League              | Vòng 32 đội              | Saint-Étienne         | 3–0 (H), 1–0 (A)          |
| 2016–17   | Europa League              | Vòng 16 đội              | Rostov                | 1–1 (A), 1–0 (H)          |
| 2016–17   | Europa League              | Tứ kết                   | Anderlecht            | 1–1 (A), 2–1 (H)          |
| 2016–17   | Europa League              | Bán kết                  | Celta Vigo            | 1–0 (A), 1–1 (H)          |
| 2016–17   | Europa League              | Chung kết                | Ajax                  | 2–0 (N)                   |
| 2017      | Siêu Cúp                   | Chung kết                | Real Madrid           | 1–2 (N)                   |
| 2017–18   | Champions League           | Bảng A                   | Basel                 | 3–0 (H), 0–1 (A)          |
| 2017–18   | Champions League           | Bảng A                   | CSKA Moscow           | 4–1 (A), 2–1 (H)          |
| 2017–18   | Champions League           | Bảng A                   | Benfica               | 1–0 (A), 2–0 (H)          |
| 2017–18   | Champions League           | Vòng 16 đội              | Sevilla               | 0–0 (A), 1–2 (H)          |
| 2018–19   | Champions League           | Bảng H                   | Young Boys            | 3–0 (A), 1–0 (H)          |
| 2018–19   | Champions League           | Bảng H                   | Valencia              | 0–0 (H), 1–2 (A)          |
| 2018–19   | Champions League           | Bảng H                   | Juventus              | 0–1 (H), 2–1 (A)          |
| 2018–19   | Champions League           | Vòng 16 đội              | Paris Saint-Germain   | 0–2 (H), 3–1 (A)          |
| 2018–19   | Champions League           | Tứ kết                   | Barcelona             | 0–1 (H), 0–3 (A)          |
| 2019–20   | Europa League              | Bảng L                   | Astana                | 1–0 (H), 1–2 (A)          |
| 2019–20   | Europa League              | Bảng L                   | AZ                    | 0–0 (A), 4–0 (H)          |
| 2019–20   | Europa League              | Bảng L                   | Partizan              | 1–0 (A), 3–0 (H)          |
| 2019–20   | Europa League              | Vòng 32 đội              | Club Brugge           | 1–1 (A), 5–0 (H)          |
| 2019–20   | Europa League              | Vòng 16 đội              | LASK                  | 5–0 (A), 2–1 (H)          |
| 2019–20   | Europa League              | Tứ kết                   | Copenhagen            | 1–0 (N)                   |
| 2019–20   | Europa League              | Bán kết                  | Sevilla               | 1–2 (N)                   |
| 2020–21   | Champions League           | Bảng H                   | Paris Saint-Germain   | 2–1 (A), 1–3 (H)          |
| 2020–21   | Champions League           | Bảng H                   | RB Leipzig            | 5–0 (H), 2–3 (A)          |
| 2020–21   | Champions League           | Bảng H                   | İstanbul Başakşehir   | 1–2 (A), 4–1 (H)          |
| 2020–21   | Europa League              | Vòng 32 đội              | Real Sociedad         | 4–0 (A), 0–0 (H)          |
| 2020–21   | Europa League              | Vòng 16 đội              | Milan                 | 1–1 (H), 1–0 (A)          |
| 2020–21   | Europa League              | Tứ kết                   | Granada               | 2–0 (A), 2–0 (H)          |
| 2020–21   | Europa League              | Bán kết                  | Roma                  | 6–2 (H), 2–3 (A)          |
| 2020–21   | Europa League              | Chung kết                | Villarreal            | 1–1 (N)                   |

## Thành tích tổng thể
Cập nhật ngày 26 tháng 5 năm 2021

### Theo giải đấu
| Sự cạnh tranh                                         | Trận | T   | H  | B  | BT  | BB  | HS   | T%     | Nguồn  |
| ----------------------------------------------------- | ---- | --- | -- | -- | --- | --- | ---- | ------ | ------ |
| Champions League / Cúp C1                             | 285  | 157 | 66 | 62 | 521 | 274 | +247 | 055,09 | [ 4 ]  |
| Cúp C2                                                | 31   | 16  | 9  | 6  | 55  | 35  | +20  | 051,61 | [ 5 ]  |
| Europa League / UEFA Cup / Cúp Hội chợ liên thành phố | 64   | 31  | 19 | 14 | 101 | 50  | +51  | 048,44 | [ 6 ]  |
| Siêu cúp châu Âu                                      | 4    | 1   | 0  | 3  | 3   | 5   | −2   | 025,00 | [ 7 ]  |
| Cúp Intertoto                                         | 0    | 0   | 0  | 0  | 0   | 0   | +0   | —      |        |
| Cúp Liên lục địa                                      | 3    | 1   | 1  | 1  | 2   | 2   | +0   | 033,33 | [ 8 ]  |
| Club World Cup                                        | 5    | 3   | 1  | 1  | 10  | 7   | +3   | 060,00 | [ 9 ]  |
| Total                                                 | 403  | 215 | 99 | 89 | 721 | 383 | +338 | 053,35 | [ 10 ] |

### Theo quốc gia
| Đất nứoc                 | Trận | T  | H  | B  | BT | BB | HS  | T%     | Nguồn         |
| ------------------------ | ---- | -- | -- | -- | -- | -- | --- | ------ | ------------- |
| Argentina                | 2    | 0  | 1  | 1  | 1  | 2  | −1  | 000,00 | [ 11 ]        |
| Úc                       | 1    | 1  | 0  | 0  | 2  | 0  | +2  | 100,00 | [ 12 ]        |
| Áo                       | 8    | 7  | 1  | 0  | 17 | 1  | +16 | 087,50 | [ 13 ]        |
| Bỉ                       | 6    | 4  | 0  | 2  | 22 | 6  | +16 | 066,67 | [ 14 ]        |
| Bosna và Hercegovina     | 2    | 1  | 1  | 0  | 2  | 1  | +1  | 050,00 | [ 15 ]        |
| Brasil                   | 2    | 1  | 0  | 1  | 2  | 3  | −1  | 050,00 | [ 16 ]        |
| Bulgaria                 | 2    | 2  | 0  | 0  | 4  | 1  | +3  | 100,00 | [ 17 ]        |
| Croatia                  | 2    | 1  | 1  | 0  | 2  | 1  | +1  | 050,00 | [ 18 ]        |
| Cộng hòa Séc / Tiệp Khắc | 6    | 2  | 3  | 1  | 10 | 5  | +5  | 033,33 | [ 19 ]        |
| Đan Mạch                 | 6    | 4  | 1  | 1  | 19 | 5  | +14 | 066,67 | [ 20 ]        |
| Đông Đức                 | 2    | 2  | 0  | 0  | 5  | 1  | +4  | 100,00 |               |
| Ecuador                  | 1    | 1  | 0  | 0  | 1  | 0  | +1  | 100,00 | [ 21 ]        |
| Anh                      | 10   | 6  | 2  | 2  | 15 | 10 | +5  | 060,00 | [ 22 ]        |
| Phần Lan                 | 2    | 2  | 0  | 0  | 9  | 2  | +7  | 100,00 | [ 23 ]        |
| Pháp                     | 26   | 13 | 11 | 2  | 36 | 15 | +21 | 050,00 | [ 24 ] [ 25 ] |
| Đức / Tây Đức            | 33   | 17 | 8  | 8  | 65 | 37 | +28 | 051,52 | [ 26 ]        |
| Hy Lạp                   | 12   | 9  | 2  | 1  | 27 | 6  | +21 | 075,00 | [ 27 ]        |
| Hungary                  | 15   | 10 | 1  | 4  | 29 | 12 | +17 | 066,67 | [ 28 ]        |
| Cộng hòa Ireland         | 4    | 4  | 0  | 0  | 19 | 4  | +15 | 100,00 | [ 29 ]        |
| Israel                   | 2    | 1  | 0  | 1  | 5  | 5  | +0  | 050,00 | [ 30 ]        |
| Ý                        | 35   | 17 | 5  | 13 | 49 | 40 | +9  | 048,57 | [ 31 ]        |
| Nhật Bản                 | 1    | 1  | 0  | 0  | 5  | 3  | +2  | 100,00 | [ 32 ]        |
| Malta                    | 2    | 1  | 1  | 0  | 4  | 0  | +4  | 050,00 | [ 33 ]        |
| México                   | 1    | 0  | 1  | 0  | 1  | 1  | +0  | 000,00 | [ 34 ]        |
| Hà Lan                   | 14   | 7  | 3  | 4  | 23 | 13 | +10 | 050,00 | [ 35 ]        |
| Ba Lan                   | 8    | 3  | 4  | 1  | 9  | 4  | +5  | 037,50 | [ 36 ]        |
| Bồ Đào Nha               | 25   | 16 | 5  | 4  | 55 | 32 | +23 | 064,00 | [ 37 ]        |
| România                  | 6    | 5  | 0  | 1  | 11 | 3  | +8  | 083,33 | [ 38 ]        |
| Nga                      | 9    | 2  | 6  | 1  | 9  | 8  | +1  | 022,22 | [ 39 ]        |
| Scotland                 | 10   | 6  | 3  | 1  | 17 | 8  | +9  | 060,00 | [ 40 ]        |
| Serbia                   | 5    | 3  | 1  | 1  | 7  | 6  | +1  | 060,00 | [ 41 ]        |
| Slovakia                 | 2    | 2  | 0  | 0  | 6  | 0  | +6  | 100,00 | [ 42 ]        |
| Tây Ban Nha              | 47   | 12 | 19 | 16 | 59 | 67 | −8  | 025,53 | [ 43 ]        |
| Thụy Điển                | 4    | 2  | 1  | 1  | 12 | 7  | +5  | 050,00 | [ 44 ]        |
| Thụy Sĩ                  | 4    | 1  | 2  | 1  | 8  | 7  | +1  | 025,00 | [ 45 ]        |
| Thổ Nhĩ Kỳ               | 14   | 7  | 3  | 4  | 21 | 11 | +10 | 050,00 | [ 46 ]        |
| Ukraina                  | 6    | 4  | 2  | 0  | 11 | 3  | +8  | 066,67 | [ 47 ]        |
| Wales                    | 2    | 2  | 0  | 0  | 5  | 0  | +5  | 100,00 | [ 48 ]        |

## Danh hiệu

### Châu Âu
- Cúp C1/UEFA Champions League: 3
  - 1967–68, 1998–99, 2007–08
- Cúp C2/UEFA Winner Cup: 1
  - 1990–91
- Cúp C3/UEFA Europa League: 1
  - 2016–17
- Siêu cúp châu Âu: 1
  - 1991

### Thế giới
- Cúp Liên lục địa: 1
  - 1999
- FIFA Club World Cup: 1
  - 2008